# Musée ethnographique de l'Université de Zurich

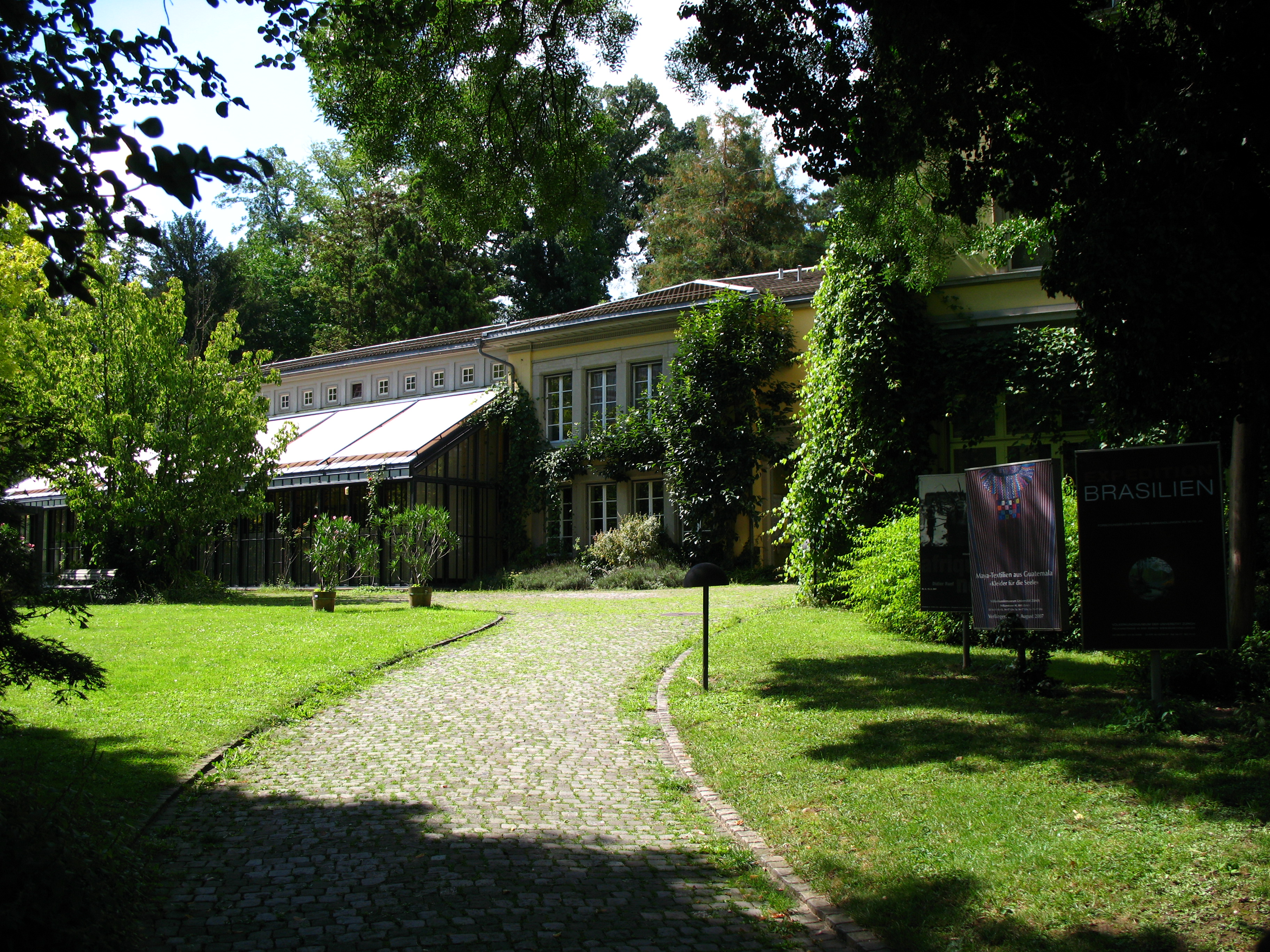
Entrée du musée

Le musée ethnographique de l'Université de Zurich est un musée situé à Zurich en Suisse.